# XVideos
XVideos（エックスビデオズ）は、ポルノ動画（アダルト動画）の動画共有サービスである。
2007年にパリで設立された。現在はチェコのWGCZ Holdingが保有している。2025年3月現在で、ポルノサイトの中では世界でPorhubに次いでアクセス数が多く、全てのウェブサイトの中でも世界で29番目にアクセス数が多い。
XVideosが他のアダルト動画サービスを凌駕して人気が出た理由として、「動画数が多い」「全て無料」「再生が軽く、スマートフォンでの視聴が楽」「シーク移動がスムーズ」「安全である」などが挙げられている。

## 歴史
XVideosは、2007年にフランス・パリ出身のステファン・ミシェル・パコー（Stephane Michael Pacaud）によってパリで設立された。
XVideosは、ポルノメディア・アグリゲーターと呼ばれ、一般的なコンテンツを扱うYouTubeと同様に、アダルトコンテンツにアクセスできるウェブサイトの一種である。プロのビデオクリップとアマチュアのコンテンツが混在している。
XVideosは2012年までに、月間1000億ページビューを超える世界最大のポルノサイトとなった。
2012年、MindGeekを設立したファビアン・ティルマンが、ポルノ動画サイトの独占を目指してXVideosの買収を試みた。報道によれば1億2000万ドル以上の買収額が提示されたが、パコーは「ごめんね。ディアブロIIをやらないといけないんだ」と言って断ったという。
2014年、XVideosは、コンテンツ提供者に対して、アカウントからの動画削除権を放棄することを誓約するか、さもなくばアカウントを直ちに閉鎖するかを迫り、物議を醸した。

## アクセス
2025年3月現在、XVideosはSimilarWebによって世界で最も人気のあるウェブサイトとして、総合カテゴリで29位、アダルトカテゴリで2位とカウントされており、月に30億以上のアクセスがある。
XVideosのミラーサイトであるXNXXは、総合カテゴリで44位、アダルトカテゴリで4位となっている。
両者を合わせると、月に50億以上のアクセスとなり、競合サービスであるMindGeekの2倍のアクセス数となっている。

## 検閲

### アルジェリア
2019年、アルジェリア政府は理由の開示なくXVideosの閲覧を禁止した。この事実に関して、アルジェリア政府は公式な発表をしていない。しかし、IPアドレスを変換するソフトウェアを介して、XVideosへのアクセスは可能である。

### バングラデシュ
2019年2月19日、バングラデシュ政府は、反ポルノ戦争の一環として、他の2万のポルノサイトとともに、XVideosへのアクセスをブロックした。

### インド
2015年、インド政府により857のポルノサイトが検閲されたが、その中にはCollegeHumorなどの非ポルノサイトも含まれていた。2018年には、主要なインターネットサービスプロバイダもXVideosや他のポルノサイトへのアクセスをブロックした。

### レバノン
2014年、レバノンの電気通信大臣は国内のインターネットサービスプロバイダに対し、XVideosを含む6つのポルノサイトをブロックするよう命じた。一部のインターネット・プロバイダーはこれに従わなかったが、Mobi DSLなどのプロバイダーは従った。

### マレーシア
2015年、マレーシア政府は、「わいせつなコンテンツ」のデジタル配信を禁止する1998年通信・マルチメディア法に違反しているとして、XVideosを禁止した。

### フィリピン
2017年1月14日、フィリピンのロドリゴ・ドゥテルテ大統領は、児童ポルノ禁止法（共和国法9775）に違反しているとして、XVideosをブロックした。

### ベネズエラ
2018年6月14日、ベネズエラの通信・インターネットサービス会社であるCANTVがXVideosへのアクセスをブロックしたが、この件について何の声明も出さなかった。

## WGCZグループ
WGCZ Holdingはチェコのプラハを本拠地とし、XVideosの他に以下の会社・サービスも保有している。
- Xnxx - アダルト動画サイト
- バン・ブロス - ポルノビデオスタジオ
- DDF Network - ポルノビデオスタジオ
- Legal Porno - ポルノビデオのブランド
- 男性向け雑誌『ペントハウス』 - 2018年にオークションで買収[24]
- プライベート・メディア・グループ（英語版） - 2020年1月に買収[25]
- Erogames